# Lucas Cavallini
Pour les articles homonymes, voir Cavallini.
Lucas Daniel Cavallini, né le 28 décembre 1992 à Toronto en Ontario, est un joueur international canadien de soccer, qui évolue au poste d'attaquant au Club Puebla.

## Biographie

### Carrière en club
Natif de Toronto, Lucas Cavallini commence le soccer à l'âge de trois ans au Club Uruguay. À l'âge de 16 ans, il part vivre en Uruguay, puis en 2010, il rejoint l'académie du Club Nacional. Puis, en 2012, il signe son premier contrat professionnel avec le Club Nacional. En juillet 2012, il est prêté au CA Juventud. Lors de son deuxième match avec la Juventud, il marque son premier en professionnel lors d'une victoire 1-0 contre le Central Español. Il est le premier canadien à marquer en première division uruguayenne. À son retour de prêt, il dispute quatre rencontres de championnat avec le Club Nacional.
Il est prêté avec option d'achat au CA Fénix en janvier 2014. En juillet 2015, le CA Fénix lève l'option d'achat du joueur. Le 10 janvier 2017, il rejoint le CA Peñarol. Le 26 février, il inscrit son premier but avec Peñarol contre le Montevideo Wanderers.
Le 21 août 2017, il est prêté au Club Puebla, évoluant en Liga MX, deviens le deuxième canadien à jouer en première division mexicaine depuis Isidro Sánchez Macip en 2010. Il fait ses débuts en Liga MX contre le Cruz Azul le 9 septembre. Lors de ce match, il entre à la 64e minute de la rencontre, à la place de Félix Micolta (0-0). Il inscrit son premier but en Liga MX contre le Club Necaxa le 16 septembre. Il est transféré définitivement à Puebla et signe un contrat de quatre ans en juin 2018.
Il rejoint les Whitecaps de Vancouver en Major League Soccer le 16 décembre 2019, en tant que joueur désigné, avec un contrat garanti jusqu'à la fin de la saison 2022 puis une année en option. Le 14 novembre 2022, au terme de la saison 2022, les Whitecaps annoncent que son contrat n'est pas renouvelé.

### Carrière internationale (depuis 2012)
En mars 2011, Lucas Cavallini participe au Championnat de la CONCACAF des moins de 20 ans 2011 avec l'équipe du Canada des moins de 20 ans. Lors de ce tournoi, il dispute trois rencontres et inscrit un but face à la Guadeloupe.
Il est convoqué pour la première fois en équipe du Canada pour un match amical contre Trinité-et-Tobago le 15 août 2012. Lors de ce match, il entre à la 77e minute de la rencontre, à la place de Terry Dunfield. Le match se solde par une victoire 2-0 des Canadiens. Lors de sa deuxième sélection, Il dispute sa première rencontre des éliminatoires de la Coupe du monde de 2014 lors d'une lourde défaite de 8-1 contre le Honduras. Après cette rencontre, il décline l'invitation du sélectionneur Colin Miller à participer à la Gold Cup 2013, invoquant des raisons personnelles. 
En octobre 2014, le sélectionneur Benito Floro donne une interview, dans laquelle il explique que Lucas Cavallini n'a pas répondu aux appels de l'équipe nationale. Il a une place pour lui à l'avenir, s'il change d'avis. En mai 2015, il déclare lors d'une interview qu'il regrette beaucoup sa décision d'avoir représenté le Canada sitôt,. 
Il est convoqué pour affronter le Ghana en match amical en octobre 2015,. Dans une interview concernant son retour en sélection, il déclare qu'il n'avait jamais dit qu'il ne jouerait plus pour le Canada et que ses propos avaient été mal traduits. Il a mentionné que son absence était liée à des problèmes personnels et également à la naissance de sa fille.
Le 27 juin 2017, il fait partie des 23 appelés par le sélectionneur national Octavio Zambrano pour la Gold Cup 2017. Lors de ce tournoi, il joue quatre matchs. Il se met en évidence en délivrant sa première passe décisive avec le Canada, lors du match contre la Guyane. Le Canada s'incline en quart de finale contre la Jamaîque. 
Il inscrit son premier doublé pour le Canada le 9 septembre 2018, lors d'une large victoire de 8-0 contre les îles Vierges des États-Unis lors d'un match des éliminatoires de la Gold Cup 2019. Le 24 mars 2019, il inscrit son second doublé face à la Guyane lors du dernier match des  éliminatoires de la Gold Cup 2019 (victoire 4-1).
Le 30 mai 2019, il fait partie des 23 appelés par le sélectionneur national John Herdman pour la Gold Cup 2019. Il marque un but contre le Mexique et un triplé face à Cuba lors du deuxième et troisième match des phases de groupes. Le Canada tombe face à Haïti lors des quarts de finales (après avoir fini à la deuxième place du groupe derrière le Mexique), Lucas Cavallini marque le deuxième but de la rencontre mais l'équipe d'Haïti remonte finalement le score, ce qui élimine définitivement le Canada de la compétition.
Le 15 octobre 2019, lors de la Ligue des nations de la CONCACAF, il inscrit le deuxième but de la rencontre contre les États-Unis, lors d'une victoire historique de 2-0 qui a mis fin à une disette de 34 ans sans victoire contre les Américains.
Le 1er juillet 2021, il est retenu dans la liste des vingt-trois joueurs canadiens sélectionnés par John Herdman pour disputer la Gold Cup 2021.
Le 13 novembre 2022, il est sélectionné par John Herdman pour participer à la Coupe du monde 2022.

## Statistiques

### Statistiques détaillées
| Saison                | Club                   | Championnat           | Championnat | Championnat | Championnat | Coupe(s) nationale(s) | Coupe(s) nationale(s) | Coupe(s) nationale(s) | Compétition(s) continentale(s) | Compétition(s) continentale(s) | Compétition(s) continentale(s) | Compétition(s) continentale(s) | Séries | Séries | Séries | Canada | Canada | Canada | Total | Total | Total |
| Saison                | Club                   | Division              | M.          | B.          | P.d.        | M.                    | B.                    | P.d.                  | Comp.                          | M.                             | B.                             | P.d.                           | M.     | B.     | P.d.   | M.     | B.     | P.d.   | M.    | B.    | P.d.  |
| 2012-2013             | CA Juventud (prêt)     | Primera División      | 25          | 10          | 1           | -                     | -                     | -                     | -                              | -                              | -                              | -                              | -      | -      | -      | 2      | 0      | 0      | 27    | 10    | 1     |
| 2013-2014             | Club Nacional          | Primera División      | 4           | 0           | 0           | -                     | -                     | -                     | -                              | -                              | -                              | -                              | -      | -      | -      | -      | -      | -      | 4     | 0     | 0     |
| 2013-2014             | CA Fénix (prêt)        | Primera División      | 13          | 2           | 1           | -                     | -                     | -                     | -                              | -                              | -                              | -                              | -      | -      | -      | -      | -      | -      | 13    | 2     | 1     |
| 2014-2015             | CA Fénix (prêt)        | Primera División      | 27          | 14          | 3           | -                     | -                     | -                     | -                              | -                              | -                              | -                              | -      | -      | -      | -      | -      | -      | 27    | 14    | 3     |
| 2015-2016             | CA Fénix               | Primera División      | 25          | 7           | 3           | -                     | -                     | -                     | -                              | -                              | -                              | -                              | -      | -      | -      | 1      | 0      | 0      | 26    | 7     | 3     |
| 2016                  | CA Fénix               | Primera División      | 11          | 5           | 1           | -                     | -                     | -                     | CS                             | 2                              | 0                              | 1                              | -      | -      | -      | -      | -      | -      | 13    | 5     | 2     |
| Sous-total            | Sous-total             | Sous-total            | 76          | 28          | 8           | -                     | -                     | -                     | -                              | 2                              | 0                              | 1                              | -      | -      | -      | 1      | 0      | 0      | 79    | 28    | 9     |
| 2017                  | CA Peñarol             | Primera División      | 16          | 6           | 1           | -                     | -                     | -                     | CL                             | 1                              | 0                              | 0                              | -      | -      | -      | 4      | 0      | 1      | 21    | 6     | 2     |
| 2017-2018             | Club Puebla (prêt)     | Liga MX               | 25          | 13          | 0           | 1                     | 0                     | 0                     | -                              | -                              | -                              | -                              | -      | -      | -      | -      | -      | -      | 26    | 13    | 0     |
| 2018-2019             | Club Puebla            | Liga MX               | 33          | 11          | 4           | 4                     | 1                     | 1                     | -                              | -                              | -                              | -                              | -      | -      | -      | 8      | 10     | 0      | 45    | 22    | 5     |
| 2019-2020             | Club Puebla            | Liga MX               | 17          | 5           | 3           | 1                     | 0                     | 0                     | -                              | -                              | -                              | -                              | -      | -      | -      | 2      | 1      | 0      | 20    | 6     | 3     |
| Sous-total            | Sous-total             | Sous-total            | 75          | 29          | 7           | 6                     | 1                     | 1                     | -                              | -                              | -                              | -                              | -      | -      | -      | 10     | 11     | 0      | 91    | 41    | 8     |
| 2020                  | Whitecaps de Vancouver | MLS                   | 18          | 6           | 1           | -                     | -                     | -                     | -                              | -                              | -                              | -                              | -      | -      | -      | -      | -      | -      | 18    | 6     | 1     |
| 2021                  | Whitecaps de Vancouver | MLS                   | 21          | 3           | 2           | -                     | -                     | -                     | -                              | -                              | -                              | -                              | 1      | 0      | 0      | 11     | 5      | 1      | 33    | 8     | 3     |
| 2022                  | Whitecaps de Vancouver | MLS                   | 24          | 9           | 1           | 4                     | 0                     | 0                     | -                              | -                              | -                              | -                              | -      | -      | -      | 8      | 2      | 0      | 36    | 11    | 1     |
| Sous-total            | Sous-total             | Sous-total            | 63          | 18          | 4           | 4                     | 0                     | 0                     | -                              | -                              | -                              | -                              | 1      | 0      | 0      | 19     | 7      | 1      | 87    | 25    | 5     |
| 2022-2023             | Club Tijuana           | Liga MX Clausura      | 12          | 2           | 2           | -                     | -                     | -                     | -                              | -                              | -                              | -                              | -      | -      | -      | 7      | 1      | 0      | 19    | 3     | 2     |
| Total sur la carrière | Total sur la carrière  | Total sur la carrière | 267         | 92          | 23          | 10                    | 1                     | 1                     | -                              | 3                              | 0                              | 1                              | 1      | 0      | 0      | 42     | 18     | 2      | 323   | 111   | 27    |